# Austrian Open 2004
L'Austrian Open 2004  è stato un torneo di tennis giocato sulla terra rossa. È stata la 59ª edizione dell'Austrian Open, che fa parte della categoria International Series Gold nell'ambito dell'ATP Tour 2004. Si è giocato al Kitzbühel Sportpark Tennis Stadium di Kitzbühel in Austria, dal 19 al 25 luglio 2004.

## Campioni

### Singolare maschile
Nicolás Massú ha battuto in finale  Gastón Gaudio con il punteggio di 7–6(3), 6–4

### Doppio
František Čermák /  Leoš Friedl hanno battuto in finale  Lucas Arnold Ker /   Martín García con il punteggio di 6–3, 7–5